# Tutt'al più/Chissà come finirò
Tutt'al più/Chissà come finirò è il 14° 45 giri di Patty Pravo, pubblicato nel 1970 dalla casa discografica RCA.

## Accoglienza
Venne pubblicato nella fine del 1970 ed entrò in top ten il 4 gennaio 1971, raggiungendo la 4° massima posizione e risultando il 36° singolo più venduto dello stesso anno.  grazie alla partecipazione al programma Canzonissima 1970.

## I brani

### Tutt'al più
Tutt'al più è un brano scritto da Franco Migliacci e Piero Pintucci. L'arrangiamento è di Ruggero Cini e la sua orchestra. Col brano Patty Pravo partecipò a Canzonissima 1970, esibendosi il 12 dicembre. Il brano fu incluso nell'album Bravo Pravo. Nel 1970 la cantante Dalida ne realizzò una cover, in lingua francese dal titolo Tout au plus.

### Chissà come finirò
Chissà come finirò è stata scritta da Shel Shapiro e l'arrangiamento è di Paolo Ormi e la sua orchestra. Il brano fu incluso nell'album Bravo Pravo.

## Tracce
Lato A
1. Tutt'al più - 4:29

Lato B
1. Chissà come finirò - 3:40